# Bernard de Montferrand
Pour les articles homonymes, voir Montferrand.
Bernard de Montferrand, né le 6 août 1945 à Caudéran (Gironde), est un diplomate français.

## Biographie
Bernard de Faubournet de Montferrand est né le 6 août 1945 à Caudéran (Gironde). Il est le fils de Bertrand de Faubournet de Montferrand, colonel, et de Jeanne Roche de La Rigodière. Il est marié à Catherine Bellet de Tavernost, et a trois enfants, Hadrien, Raphaël et Pauline.
Il est licencié en droit, diplômé de l'IEP Paris (1968, section Service Public) et de l'ENA (promotion Simone Weil). Il est ancien boursier de la Harvard summer school.
Il effectue son service militaire comme sous lieutenant, chef d'un peloton blindé de reconnaissance au 3ème Régiment de Hussards à Pforzheim, Bade Wurtemberg.

À l'occasion de l'élection présidentielle de 2017, il fait partie des 60 diplomates qui apportent leur soutien à Emmanuel Macron.

## Carrière

### Carrière diplomatique
De 1979 à 1982, il fut conseiller pour les Affaires administratives, économiques et financières au gouvernement militaire français de Berlin.
De 1985 à 1986, il est consul général à San Francisco.
De 1986 à 1988, il est directeur de cabinet du ministre de la Coopération Michel Aurillac.
De 1989 à 1993 il est ambassadeur à Singapour.
De 1993 à 1995 il est conseiller diplomatique du Premier Ministre Édouard Balladur.
De 1995 à 2000 il est ambassadeur aux Pays-Bas.
De 2000 à 2002 il est ambassadeur en Inde.
De 2003 à 2006 il est ambassadeur au Japon , succédant à Maurice Gourdault-Montagne, puis remplacé par Gildas Le Lidec. Dans son poste au Japon il est le premier ambassadeur français à créer un blog ce qui lui assure une notoriété inhabituelle pour un diplomate. En 2007, il communique avec les Allemands à travers le même support.
A Tokyo, il organise le premier et unique partenariat public privé à l'étranger afin de  reconstruire les locaux de l'ambassade de Franc.
En 2006, il est ambassadeur des pôles de compétitivité. De 2007 à 2011 il est ambassadeur en Allemagne. À Berlin, il fait reconnaitre l'ambassade de France comme ambassade pilote  pour la réforme des postes en Europe. Ces travaux menés dans une large concertation débouchent sur des économies importantes et sur des  réformes dont la création de l'Institut français d'Allemagne. Ce modèle sera retenu pour tous les postes dans le cadre de la création de l'Institut français. Il évite en Allemagne la fermeture de nombreux centres culturels.

## Carrière dans le secteur privé
En mai 2011, il est nommé senior adviser auprès du cabinet « Roland Berger Strategy Consultants ». Il est membre fondateur du Fonds de private equity B et capital créé sous l'égide du cabinet Roland Berger et son vice président de 2019 à 2024.

## activités associatives
De 1983 à 1987 il est Président de l'Association professionnelle des anciens élèves de l'ENA du Ministère des affaires étrangères et organisateur d'un colloque sur "le métier de diplomate".
Il est à l'origine de la création du Centre International de Recherches Préhistoriques de la vallée de la Couze (CIRPC), dont le siège est à Montferrand-du-Périgord, et en est toujours le président.
En juin 2007, il est élu président du FRAC (Fonds régional d'art contemporain) d’Aquitaine, il est également président de l'association Platform, regroupement des FRAC (fonds régionaux d'art contemporain). 
De  2012 à 2019, il est  membre du conseil d'administration de la Fondation de France.
De 2013 à 2019, il est président des Cincinnati de France

### Carrière politique
Il est candidat du Rassemblement pour la République aux élections législatives de 1978 et de 1980 dans la 2e circonscription de la Dordogne (Bergerac). Il est candidat du Rassemblement pour la République aux élections cantonales de 1994 en Dordogne dans le canton de Villamblard.
De 1993 à 1995, il est conseiller diplomatique du Premier ministre Édouard Balladur. 
Dans ces fonctions il joue un rôle déterminant pour créer la Conférence des ambassadeurs et pour la mise en place du Pacte de stabilité en Europe destiné à faciliter l'élargissement de l'Union européenne.

## Prix et distinctions
- Commandeur de la Légion d'honneur
- Chevalier de l'ordre national du Mérite
- Croix de grand commandeur de l'ordre du Mérite
- Grand-croix de l'ordre d'Orange-Nassau
- Grand cordon de l'ordre du Soleil levant
- Docteur honoris causa de l'université Hōsei (Tokyo)
- 2017 : Prix de la biographie de l'Académie française pour Vergennes, La gloire de Louis XVI[5]
- 2018 : Prix Historia de la biographie historique pour Vergennes, La gloire de Louis XVI.

```
En juin 2017 il est reçu comme membre d'honneur de l'Académie nationale des sciences des belles lettres et des arts de Bordeaux.
```

## Ouvrages
- La France et l'étranger, 1988
- La Vertu des nations, Hachette, 22 juillet 1997
- Défendre l'Europe, Economica, 1999
- Diplomatie, des volontés françaises, Éditions Alban, 250 pages, 2006
- France-Allemagne : l'heure de vérité, Le choc des modèles, Éditions Tallandier, 2011.
- Vergennes : La gloire de Louis XVI (possibilité de feuilleter un extrait (sommaire, avant-propos, quelques pages du premier chapitre et de l'index)), Paris, Taillandier, avril 2017, 448 p. (ISBN 9791021006911, présentation en ligne)